# Valentigney
Valentigney je naselje in občina v francoskem departmaju Doubs regije Franche-Comté. Leta 2008 je naselje imelo 11.509 prebivalcev.

## Geografija
Kraj leži v pokrajini Franche-Comté ob reki Doubs, 10 km jugovzhodno od središča Montbéliarda.

## Uprava
Valentigney je sedež istoimenskega kantona, v katerega sta poleg njegove vključeni še občini Mandeure in Voujeaucourt z 21.038 prebivalci.
Kanton Valentigney je sestavni del okrožja Montbéliard.

## Osebnosti
- brata Boillot

Georges, francoski dirkač in vojaški pilot (1884-1916)
André, dirkač (1891-1932)